# Енгелбрект Енгелбректсон
Енгелбрект Енгелбректсон (на шведски: Engelbrekt Engelbrektsson) е шведски държавник.
Роден е около 1390 година в Норбери в благородническо семейство от немски произход. През 1434 година той оглавява Енгелбректовото въстание на миньори и селяни от Даларна, което е подкрепено от част от аристокрацията и се превръща във война срещу датското влияние в Швеция. По време на въстанието замъкът Грипсхолм е изгорен до основи.
Енгелбрект Енгелбректсон е убит на 4 май 1436 година на малък остров в езерото Йелмарен от привърженици на неговия съперник за лидерство на въстанието Карл Кнутсон Бонде.